# Benjamin Baroche
Pour les articles homonymes, voir Baroche.
Benjamin Baroche, né le 22 mars 1971, est un acteur français.

## Biographie
Benjamin Baroche entre au Cours Florent puis suit les cours de l'école régionale d'acteurs à Cannes.
Il commence sa carrière en 2000. Au théâtre il joue  William Shakespeare, Pascal Rambert. À la télévision, il  participe à de nombreuses séries : RIS police scientifique, Commissaire Cordier, Alice Nevers, le juge est une femme...
En 2012, Benjamin Baroche rejoint en tant qu'acteur récurrent le casting de la série Profilage puis Candice Renoir.
Au cinéma, l'acteur joue dans Intouchables d'Éric Toledano et Olivier Nakache,  RIF de Franck Mancuso . En 2013, il coécrit avec le réalisateur Thierry de Peretti le film Les Apaches qui est sélectionné à la Quinzaine des réalisateurs du Festival de Cannes. 
Depuis 2020, l'acteur interprète le personnage d'Emmanuel Teyssier, le tyrannique chef pâtissier dans la série Ici tout commence,.

## Filmographie

### Cinéma

#### Acteur
- 2006 : Two Days in Paris de Julie Delpy : le médecin
- 2007 : Eden Log de  Franck Vestiel : gardien
- 2011 : Je n'ai rien oublié de Bruno Chiche
- 2011 : RIF de Franck Mancuso : docteur Romain Galtier
- 2011 : Intouchables d'Éric Toledano et Olivier Nakache : un policier
- 2014 : La Pièce manquante de Nicolas Birkenstock : François
- 2019 : Magari de Ginevra Elkann : Pavel
- 2021 : A girl's room d'Aino Suni
- 2024 : Nice Girls de Noémie Saglio
- 2025 : Luz de Flora Lau : Gabriel

#### Scénariste
- 2013 : Les Apaches de Thierry de Peretti

### Télévision
- 2002 PJ, saison 6 épisode 8 Poison de Gérard Vergez : Greg
- 2006 : Commissaire Cordier : Journaliste (saison 2, épisode 2)
- 2006 : Alice Nevers, le juge est une femme : Eddy (saison 5, épisode 5)
- 2007 : La Cour des grands (série) : François Delorme (saison 1, épisode 3)
- 2008 : Équipe médicale d'urgence : Bertrand (saison 2, épisode 2)
- 2008 : Versailles, le rêve d'un roi : Mansart
- 2008 : Section de recherches : Bernard Rossi (saison 3, épisode 2 Gendarmes)
- 2008 : RIS police scientifique : Laurent Tardieu (saison 3, épisode 2)
- 2008 : La vie est à nous : Bruno Tessi (saison 1, épisode 14)
- 2008 : Femmes de loi : Eric Gauthier (saison 8, épisode 2)
- 2009 : Les Bleus, premiers pas dans la police : Lousteau (saison 3, épisode 3)
- 2009 : Le Cœur du sujet (téléfilm), de Thierry Binisti : le capitaine Clair
- 2009 : Commissaire Magellan : Thibaut Néra (saison 1, épisode 2)
- 2010 : La nouvelle Maud : Christophe Mercier
- 2011 : Profilage : Skela (saison 3 épisodes 11 et 12)
- 2013 : Profilage : Antoine Garrel (saison 4)
- 2014 : Meurtres à Carcassonne de Julien Despaux : lieutenant Antoine
- 2014 : Clem : Bertrand (saison 5, épisode 4)
- 2015 : Une chance de trop de François Velle : Laurent Delanay
- 2015 : Profilage : Antoine Garrel (saison 6, épisodes 8, 9 et 10)
- 2015 : Doc Martin : Rémi de Pougeac
- 2016 : Profilage : Antoine Garrel (saison 7, épisode 1)
- 2016 : Nina : Vic (saison 2, épisode 10)
- 2016 : Le Sang de la vigne : Jacob Van Der Heck (saison 6, épisode 4)
- 2017 : Cassandre, épisode Turbulences : Roland Garcia
- 2017 : Cherif : Xavier Lamarre (saison 4, épisode 3)
- 2017 : Caïn : Jérôme Vélérian (saison 5, épisodes 5, 6 et 10)
- 2017 : Candice Renoir : Max Francazal (saison 5, épisodes 8 et 9)
- 2018 : L'Art du crime : Jérôme Bosch (saison 2)
- 2019 : Joséphine, ange gardien : Bruno (saison 20, épisode 2)
- 2019 : Candice Renoir : Max Francazal (saison 7)
- Depuis 2020 : Ici tout commence : Emmanuel Teyssier
- 2020 : Demain nous appartient : Emmanuel Teyssier (saison 4)
- 2020 : Candice Renoir : Max Francazal (saison 8 épisodes 7 et 8)
- 2021 : Section de recherches : Simon Sauvageon (saison 14, épisodes 7 et 8)
- 2021 : Nina : Vic (saison 6, épisode 1)
- 2021 : La Stagiaire : Bastien Cendrar (saison 6)
- 2022 : Le Saut du diable 2 : le Sentier des loups de Julien Seri : Mathias Caron
- 2025 : Rien ne t'efface, mini-série de Jérôme Cornuau : Lazare
- 2025 : Montmartre de Louis Choquette

## Théâtre
- 1995 : Long Island de et mise en scène Pascal Rambert, tournée
- 1997 : Peines d'amour perdues de William Shakespeare, mise en scène Simone Amouyal, Le Volcan (Le Havre)
- 1997 : Les Métamorphoses d'après Ovide, mise en scène Christian Rist, tournée
- 1997 : Les Nègres de Jean Genet, mise en scène Bernard Sobel, Théâtre de Gennevilliers
- 1998 : La Tragédie optimiste de Vsevolod Vichnievski, mise en scène Bernard Sobel, tournée

- 2003 : Othello ou le Maure de Venise de William Shakespeare, mise en scène Gaëtan Kondzot, Théâtre de la Bastille
- 2004 : Richard II de William Shakespeare, mise en scène Thierry de Peretti, Théâtre de la Ville
- 2023  : Créanciers d'August Strindberg, mise en scène de Philippe Calvario, Théâtre de l'Épée de Bois[6]